# Михальчуково
Михальчуково (рос. Михальчуково) — присілок в Мединському районі Калузької області Російської Федерації.
Населення становить 208 осіб. Входить до складу муніципального утворення Присілок Михальчуково.

## Історія
Від 2004 року входить до складу муніципального утворення Присілок Михальчуково.

## Населення
| 2002 | 2010 |
| ---- | ---- |
| 209  | ↘208 |